# Espieilh
Espieilh est une commune française située dans le centre du département des Hautes-Pyrénées, en région Occitanie. Sur le plan historique et culturel, la commune est dans la région des Baronnies, dont le nom est issu d’une légende selon laquelle quatre seigneurs du Moyen Âge avaient pour habitude de festoyer ensemble aux sources de l’Arros, chacun d’eux gardant un pied sur sa terre et l’autre sur celle du voisin.
Exposée à un climat océanique altéré, elle est drainée par l'Esqueda, le ruisseau Bidaudos et par divers autres petits cours d'eau. La commune possède un patrimoine naturel remarquable composé de deux zones naturelles d'intérêt écologique, faunistique et floristique.
Espieilh est une commune rurale qui compte 25 habitants en 2022, après avoir connu un pic de population de 150 habitants en 1851. .
Ses habitants sont appelés les Espieilhois.

## Géographie

### Localisation
La commune d'Espieilh se trouve dans le département des Hautes-Pyrénées, en région Occitanie.
Elle se situe à 22 km à vol d'oiseau de Tarbes, préfecture du département, à 8 km de Bagnères-de-Bigorre, sous-préfecture, et à 12 km de Tournay, bureau centralisateur du canton de la Vallée de l'Arros et des Baïses dont dépend la commune depuis 2015 pour les élections départementales.
La commune fait en outre partie du bassin de vie de Bagnères-de-Bigorre.
Les communes les plus proches sont : 
Esconnets (1,4 km), Fréchendets (1,6 km), Bourg-de-Bigorre (2,1 km), Escots (2,3 km), Bettes (2,5 km), Castillon (2,7 km), Sarlabous (2,8 km), Lies (3,0 km).
Sur le plan historique et culturel, Espieilh fait partie de la région des Baronnies, dont le nom est issu d’une légende selon laquelle quatre seigneurs du Moyen Âge (les barrons d’Esparros et de Lomné, le vicomte d’Asté et le sire d’Uzer) avaient pour habitude de festoyer ensemble aux sources de l’Arros, chacun d’eux gardant un pied sur sa terre et l’autre sur celle du voisin.

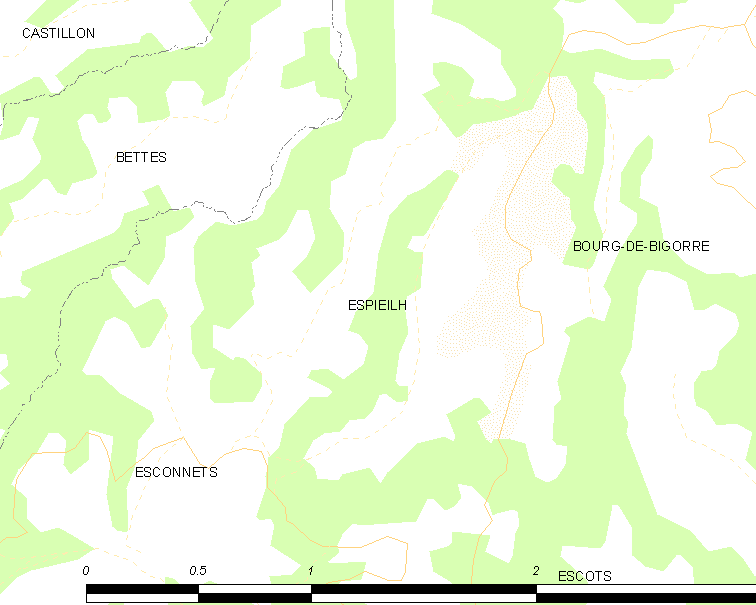
Carte de la commune d'Espieilh et des proches communes.

| Bettes    |          | Bourg-de-Bigorre |
|           | Espieilh |                  |
| Esconnets |          |                  |

### Hydrographie
La commune est dans le bassin de l'Adour, au sein du bassin hydrographique Adour-Garonne. Elle est drainée par le Esqueda, le ruisseau Bibaudos et par divers petits cours d'eau, constituant un réseau hydrographique de 4 km de longueur totale,.
Le Esqueda, d'une longueur totale de 10,7 km, prend sa source dans la commune de Banios et s'écoule du sud vers le nord. Il traverse la commune et se jette dans l'Arros à Antin, après avoir traversé 7 communes.

### Climat
Le climat qui caractérise la commune est qualifié, en 2010, de « climat océanique altéré », selon la typologie des climats de la France qui compte alors huit grands types de climats en métropole. En 2020, la commune ressort du même type de climat dans la classification établie par Météo-France, qui ne compte désormais, en première approche, que cinq grands types de climats en métropole. Il s’agit d’une zone de transition entre le climat océanique et les climats de montagne et le climat semi-continental. Les écarts de température entre hiver et été augmentent avec l'éloignement de la mer. La pluviométrie est plus faible qu'en bord de mer, sauf aux abords des reliefs.
Les paramètres climatiques qui ont permis d’établir la typologie de 2010 comportent six variables pour les températures et huit pour les précipitations, dont les valeurs correspondent à la normale 1971-2000. Les sept principales variables caractérisant la commune sont présentées dans l'encadré ci-après.
| Paramètres climatiques communaux sur la période 1971-2000 - Moyenne annuelle de température : 12,2 °C - Nombre de jours avec une température inférieure à −5 °C : 2,4 j - Nombre de jours avec une température supérieure à 30 °C : 5,6 j - Amplitude thermique annuelle : 14,8 °C - Cumuls annuels de précipitation : 1 137 mm - Nombre de jours de précipitation en janvier : 10,4 j - Nombre de jours de précipitation en juillet : 8,3 j |

Avec le changement climatique, ces variables ont évolué. Une étude réalisée en 2014 par la Direction générale de l'Énergie et du Climat complétée par des études régionales prévoit en effet que la  température moyenne devrait croître et la pluviométrie moyenne baisser, avec toutefois de fortes variations régionales. Ces changements peuvent être constatés sur la station météorologique de Météo-France la plus proche, « Artigues », sur la commune de Campan, mise en service en 1959 et qui se trouve à 9 km à vol d'oiseau,, où la température moyenne annuelle est de 7,7 °C et la hauteur de précipitations de 1 220,8 mm pour la période 1981-2010.
Sur la station météorologique historique la plus proche, « Tarbes-Lourdes-Pyrénées », sur la commune d'Ossun, mise en service en 1946 et à 25 km, la température moyenne annuelle évolue de 12,2 °C pour la période 1971-2000, à 12,6 °C pour 1981-2010, puis à 12,9 °C pour 1991-2020.

### Milieux naturels et biodiversité
L’inventaire des zones naturelles d'intérêt écologique, faunistique et floristique (ZNIEFF) a pour objectif de réaliser une couverture des zones les plus intéressantes sur le plan écologique, essentiellement dans la perspective d’améliorer la connaissance du patrimoine naturel national et de fournir aux différents décideurs un outil d’aide à la prise en compte de l’environnement dans l’aménagement du territoire.
Une ZNIEFF de type 1 est recensée sur la commune :
le « réseau hydrographique des Baronnies » (390 ha), couvrant 35 communes du département et une ZNIEFF de type 2, : 
les « Baronnies » (20 367 ha), couvrant 43 communes du département.

## Urbanisme

### Typologie
Au 1er janvier 2024, Espieilh est catégorisée commune rurale à habitat très dispersé, selon la nouvelle grille communale de densité à sept niveaux définie par l'Insee en 2022.
Elle est située hors unité urbaine et hors attraction des villes,.

### Occupation des sols
L'occupation des sols de la commune, telle qu'elle ressort de la base de données européenne d’occupation biophysique des sols Corine Land Cover (CLC), est marquée par l'importance des territoires agricoles (64,9 % en 2018), une proportion identique à celle de 1990 (64,9 %). La répartition détaillée en 2018 est la suivante : 
zones agricoles hétérogènes (58,8 %), forêts (35,1 %), prairies (6,1 %).
L'IGN met par ailleurs à disposition un outil en ligne permettant de comparer l’évolution dans le temps de l’occupation des sols de la commune (ou de territoires à des échelles différentes). Plusieurs époques sont accessibles sous forme de cartes ou photos aériennes : la carte de Cassini (XVIIIe siècle), la carte d'état-major (1820-1866) et la période actuelle (1950 à aujourd'hui).

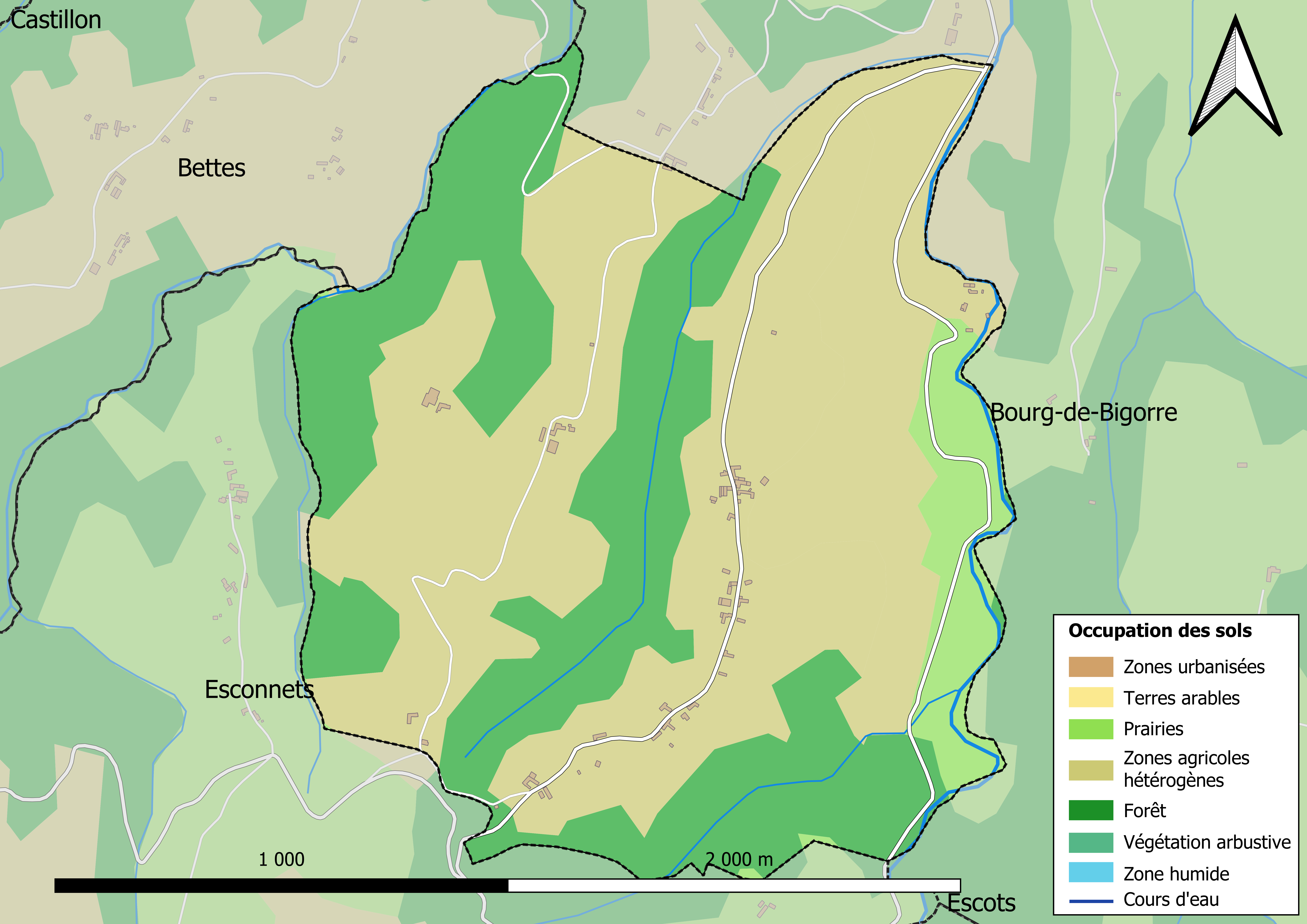
Carte des infrastructures et de l'occupation des sols en 2018 (CLC) de la commune.
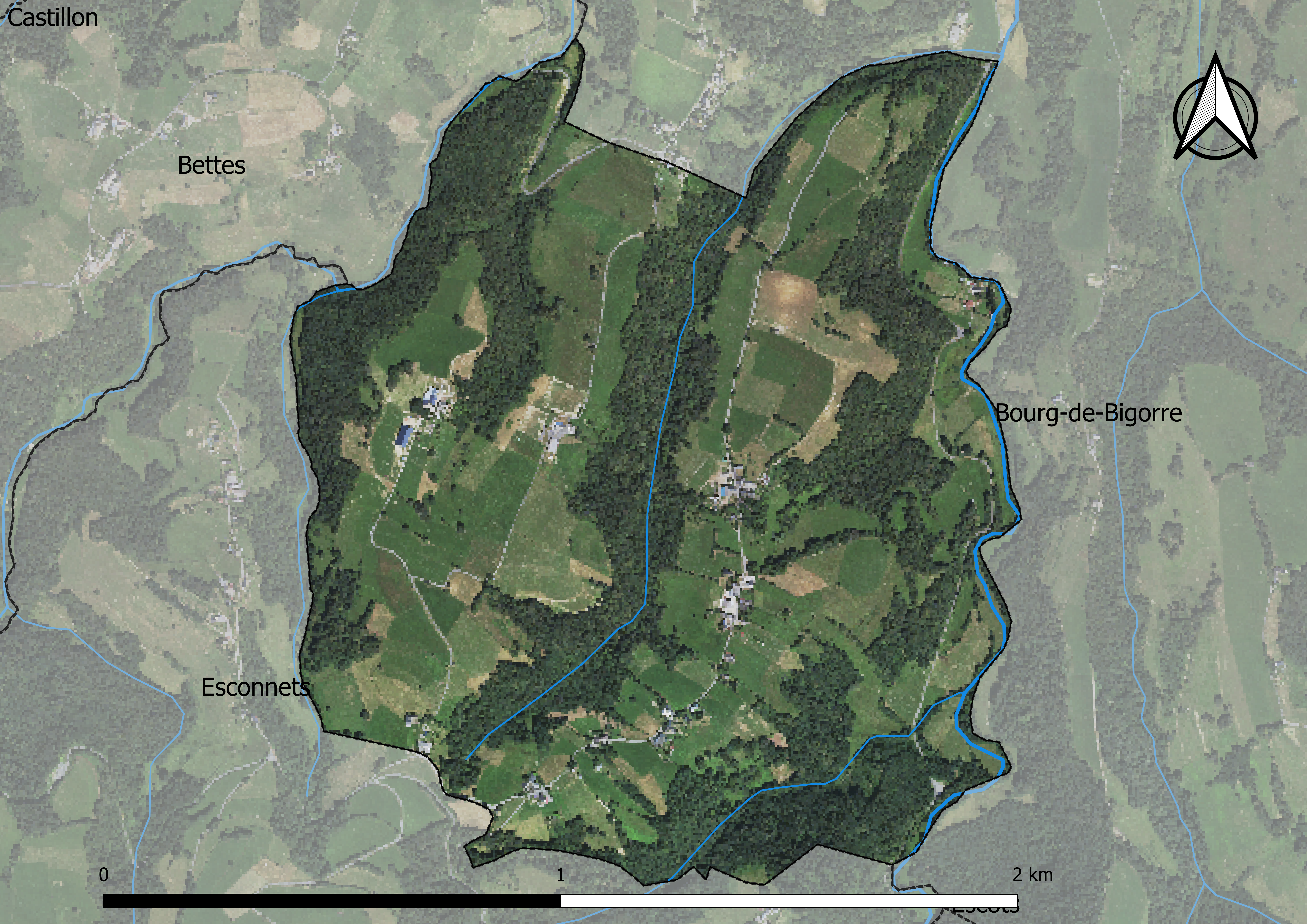
Carte orthophotogrammétrique de la commune.

### Logement
En 2012, le nombre total de logements dans la commune est de 26.

Parmi ces logements, 45,8 % sont des résidences principales, 40,6 % des résidences secondaires et 13,5 % des logements vacants.

### Voies de communication et transports
Cette commune est desservie par les routes départementales D 84 et D 684.

## Toponymie

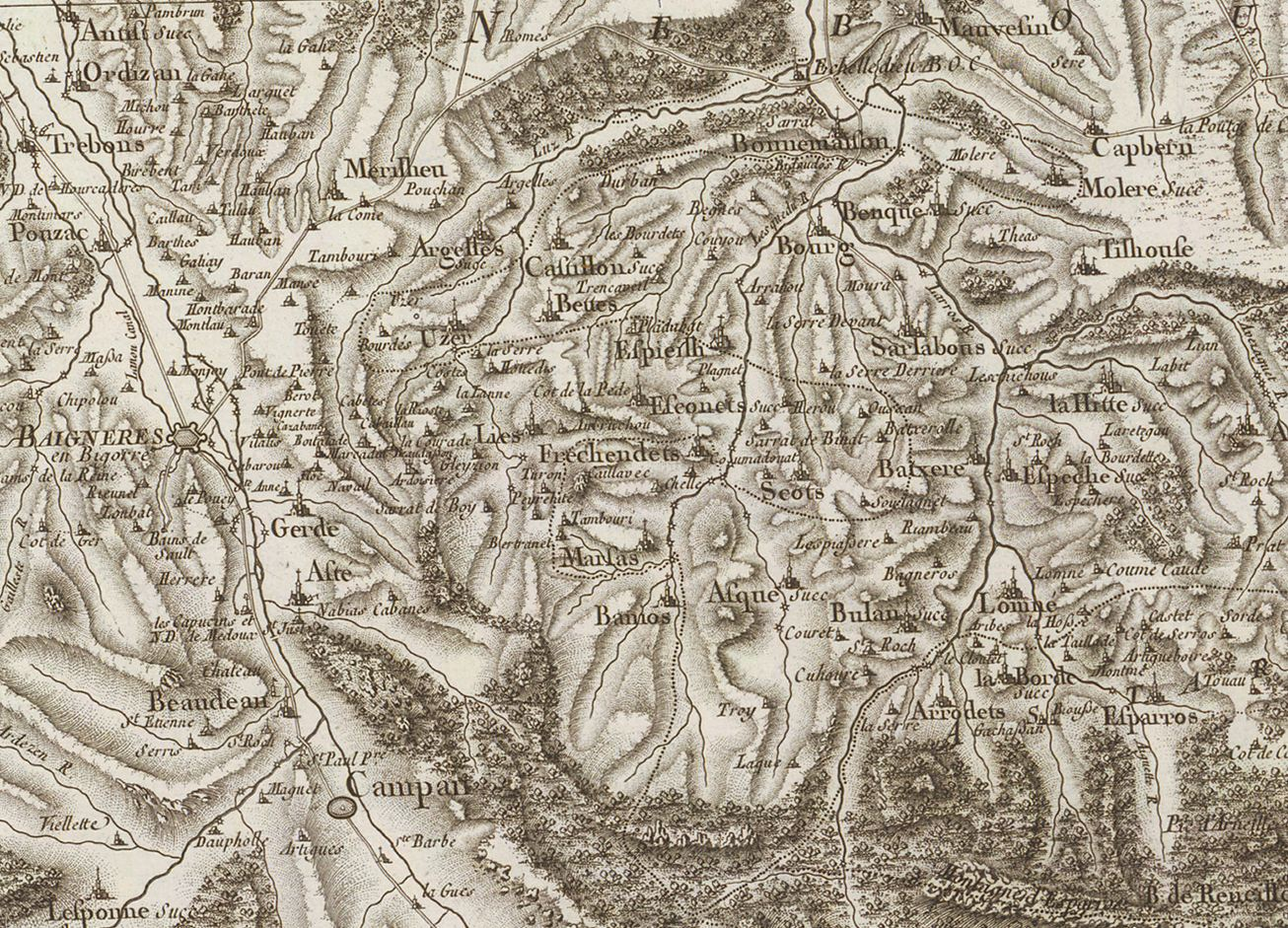
Extrait de la carte de Cassini (entre 1756 et 1789) situant Espieilh à l'est de Bagnères-de-Bigorre.

On trouvera les principales informations dans le Dictionnaire toponymique des communes des Hautes-Pyrénées de Michel Grosclaude et Jean-François Le Nail qui rapporte les dénominations historiques du village :
Dénominations historiques :
- d’Esphel (1300, enquête Bigorre) ;
- De Aspielh (1313, Debita regi Navarre) ;
- De Aspieilh (1342, pouillé de Tarbes) ;
- de Aspilh (1379, procuration Tarbes) ;
- Aspieilh (1760, Larcher, pouillé de Tarbes) ;
- Espieilh (fin XVIIIe siècle, carte de Cassini).

Étymologie : du gascon ancien espelh (= poste de guet, du latin speculum) devenu espielh par attraction de espiar.
Nom occitan : Espielh.

## Histoire

### Cadastre d'Espieilh
Le plan cadastral napoléonien d'Espieilh est consultable sur le site des archives départementales des Hautes-Pyrénées.

## Politique et administration

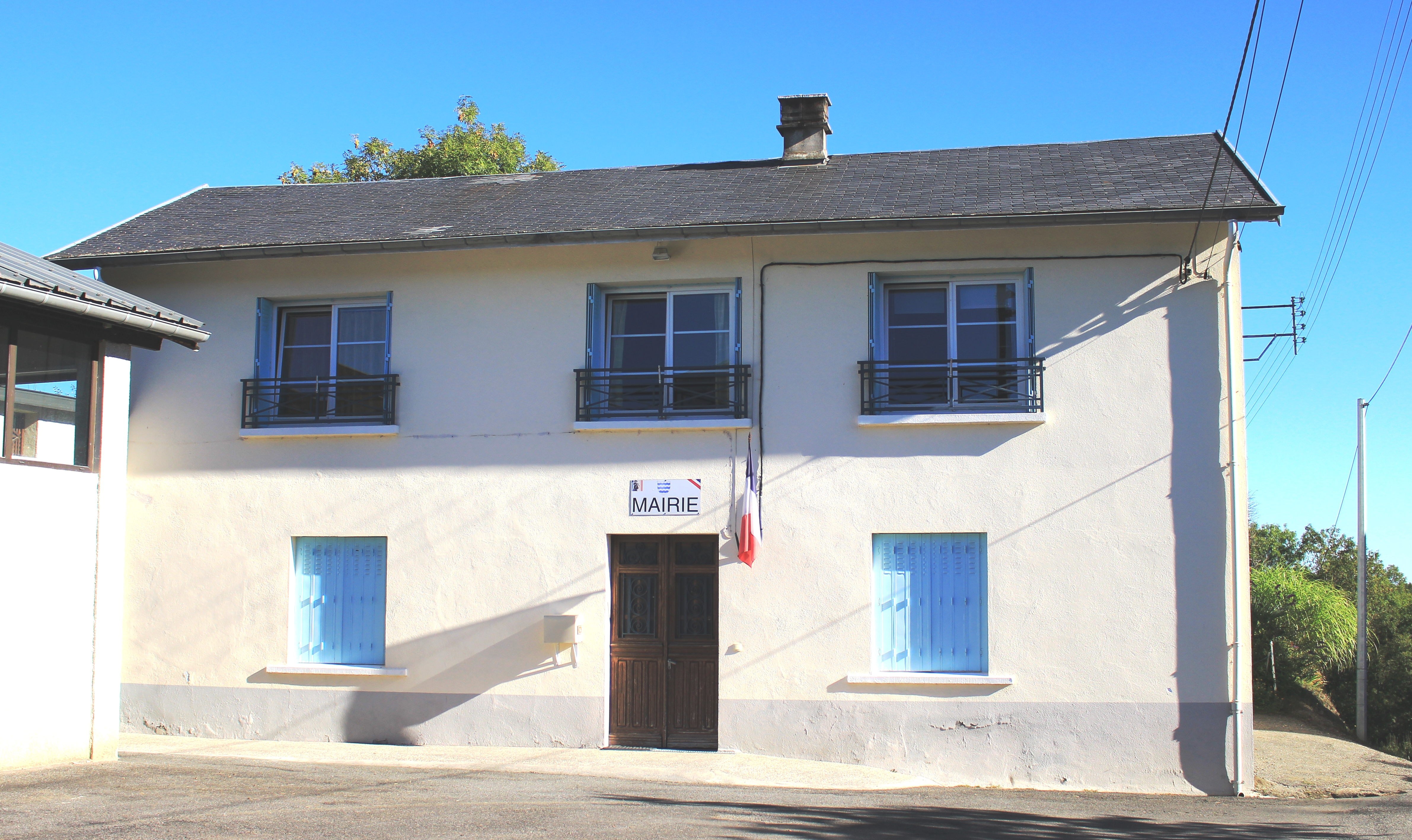
La mairie en 2020.

### Liste des maires
| Période                                  | Période   | Identité         | Étiquette | Qualité |
| ---------------------------------------- | --------- | ---------------- | --------- | ------- |
| Les données manquantes sont à compléter. |           |                  |           |         |
|                                          |           |                  |           |         |
| mars 1989                                | mars 2001 | Rémi Fourcade    |           |         |
| mars 2001                                | mars 2020 | Gilbert Fourcade |           |         |
| mars 2020                                | En cours  | Véronique Mounic |           |         |

### Rattachements administratifs et électoraux

#### Historique administratif
Sénéchaussée de Toulouse, élection de Nébouzan, viguerie de Mauvezin, canton de Bagnères-de-Bigorre, de Bourg (1790), de Lannemezan (depuis 1801).

#### Intercommunalité
Espieilh appartient à la communauté de communes du Plateau de Lannemezan Neste-Baronnies-Baïses créée en janvier 2017 et qui réunit 57 communes.

## Population et société

### Démographie

#### Évolution démographique
| 1793 | 1800 | 1806 | 1821 | 1831 | 1836 | 1841 | 1846 | 1851 |
| ---- | ---- | ---- | ---- | ---- | ---- | ---- | ---- | ---- |
| 85   | 67   | 96   | 108  | 117  | 126  | 132  | 136  | 150  |

| 1856 | 1861 | 1866 | 1872 | 1876 | 1881 | 1886 | 1891 | 1896 |
| ---- | ---- | ---- | ---- | ---- | ---- | ---- | ---- | ---- |
| 132  | 112  | 115  | 107  | 121  | 135  | 134  | 132  | 124  |

| 1901 | 1906 | 1911 | 1921 | 1926 | 1931 | 1936 | 1946 | 1954 |
| ---- | ---- | ---- | ---- | ---- | ---- | ---- | ---- | ---- |
| 112  | 104  | 90   | 90   | 85   | 80   | 73   | 62   | 75   |

| 1962 | 1968 | 1975 | 1982 | 1990 | 1999 | 2006 | 2008 | 2013 |
| ---- | ---- | ---- | ---- | ---- | ---- | ---- | ---- | ---- |
| 70   | 69   | 51   | 51   | 44   | 45   | 36   | 33   | 26   |

| 2018 | 2022 | - | - | - | - | - | - | - |
| ---- | ---- | - | - | - | - | - | - | - |
| 26   | 25   | - | - | - | - | - | - | - |

### Enseignement
La commune dépend de l'académie de Toulouse. Elle ne dispose plus d'école en 2016.

## Économie

### Emploi
|                | 2008  | 2013  | 2018  |
| -------------- | ----- | ----- | ----- |
| Commune        | 4,8 % | 0 %   | 0 %   |
| Département    | 7,7 % | 9,4 % | 9,8 % |
| France entière | 8,3 % | 10 %  | 10 %  |

En 2018, la population âgée de 15 à 64 ans s'élève à 17 personnes, parmi lesquelles on compte 70,6 % d'actifs (70,6 % ayant un emploi et 0 % de chômeurs) et 29,4 % d'inactifs,. Depuis 2008, le taux de chômage communal (au sens du recensement) des 15-64 ans est inférieur à celui de la France et du département.
La commune est hors attraction des villes,. Elle compte 7 emplois en 2018, contre 7 en 2013 et 6 en 2008. Le nombre d'actifs ayant un emploi résidant dans la commune est de 12, soit un indicateur de concentration d'emploi de 57,5 % et un taux d'activité parmi les 15 ans ou plus de 48 %.
Sur ces 12 actifs de 15 ans ou plus ayant un emploi, 6 travaillent dans la commune, soit 50 % des habitants. Pour se rendre au travail, 91,7 % des habitants utilisent un véhicule personnel ou de fonction à quatre roues et 8,3 % n'ont pas besoin de transport (travail au domicile).

## Culture locale et patrimoine

### Lieux et monuments

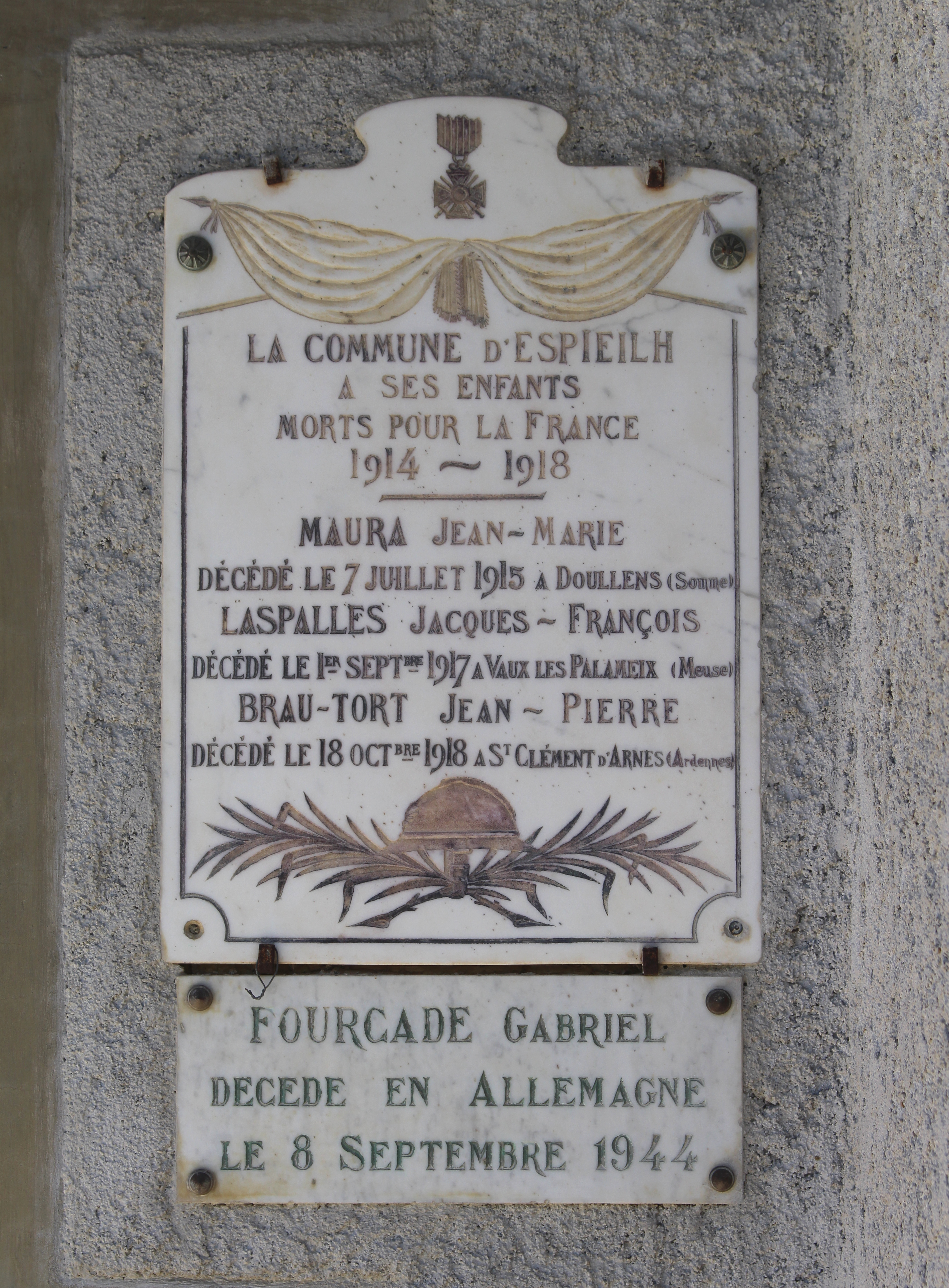
Le monument aux morts municipal.

- Église Saint-Martin d'Espieilh.

Sélection de vues de l'église Saint-Martin d'Espieilh.
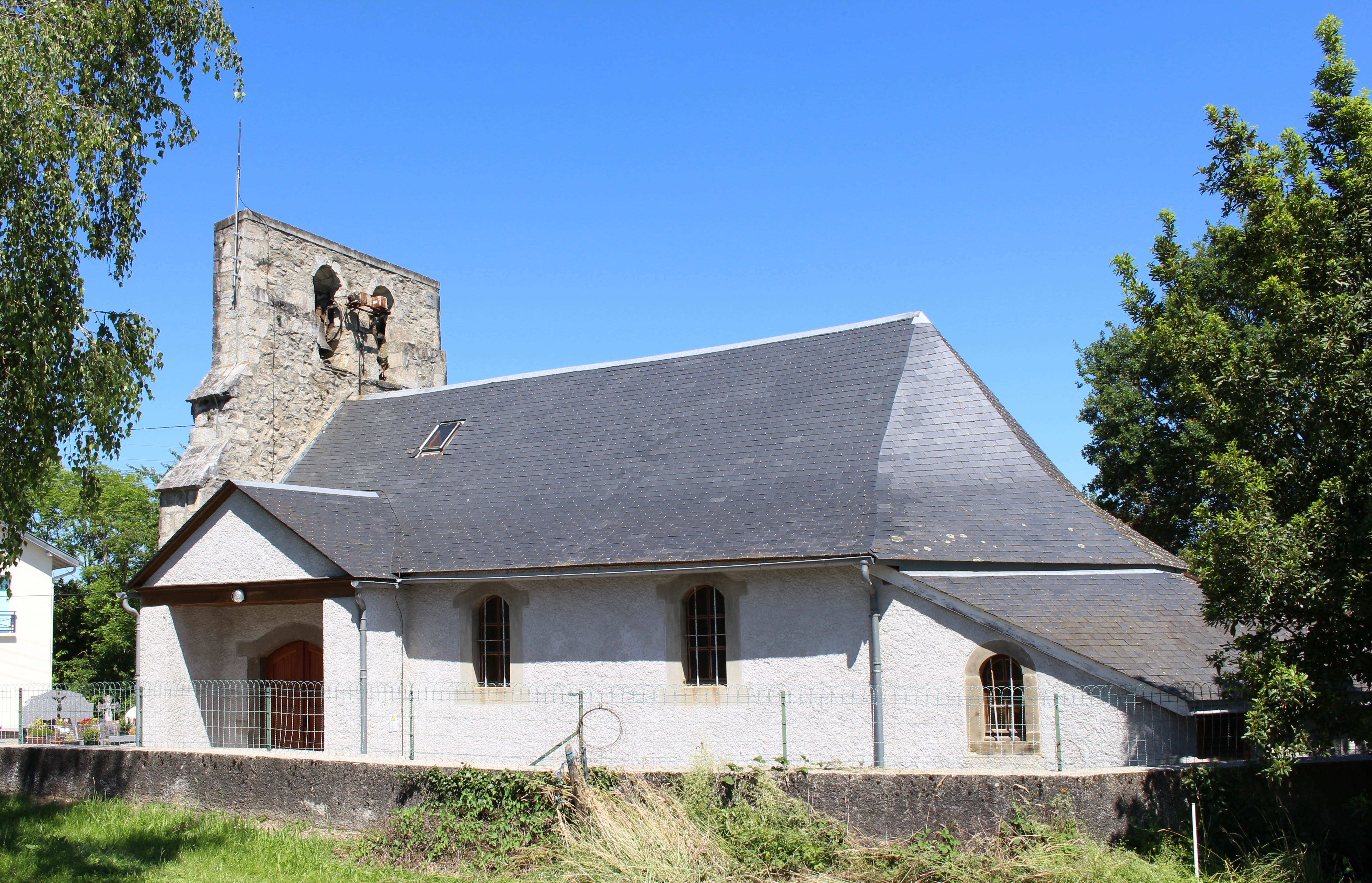
L'église en 2016.
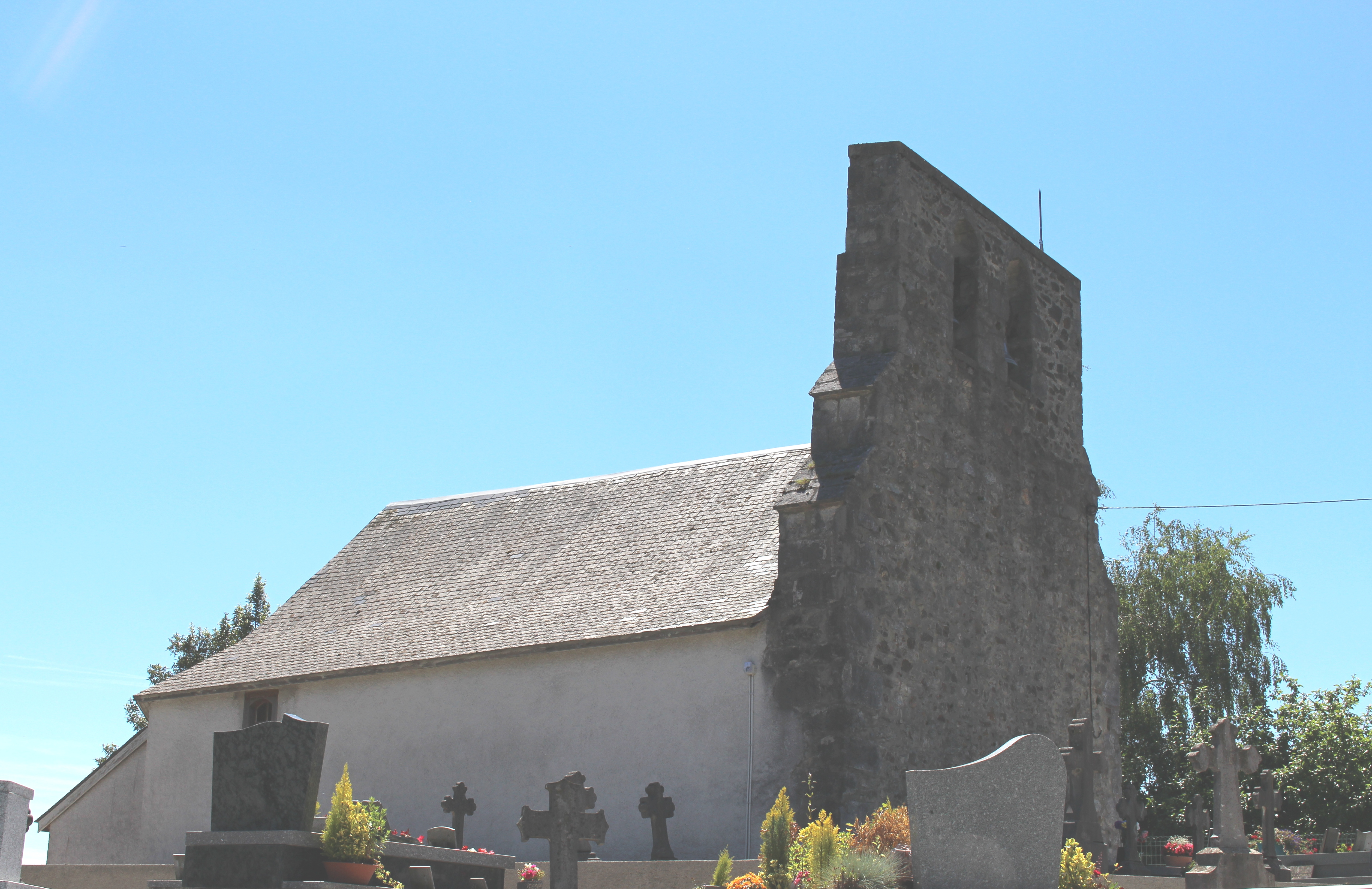
L'église en 2020.
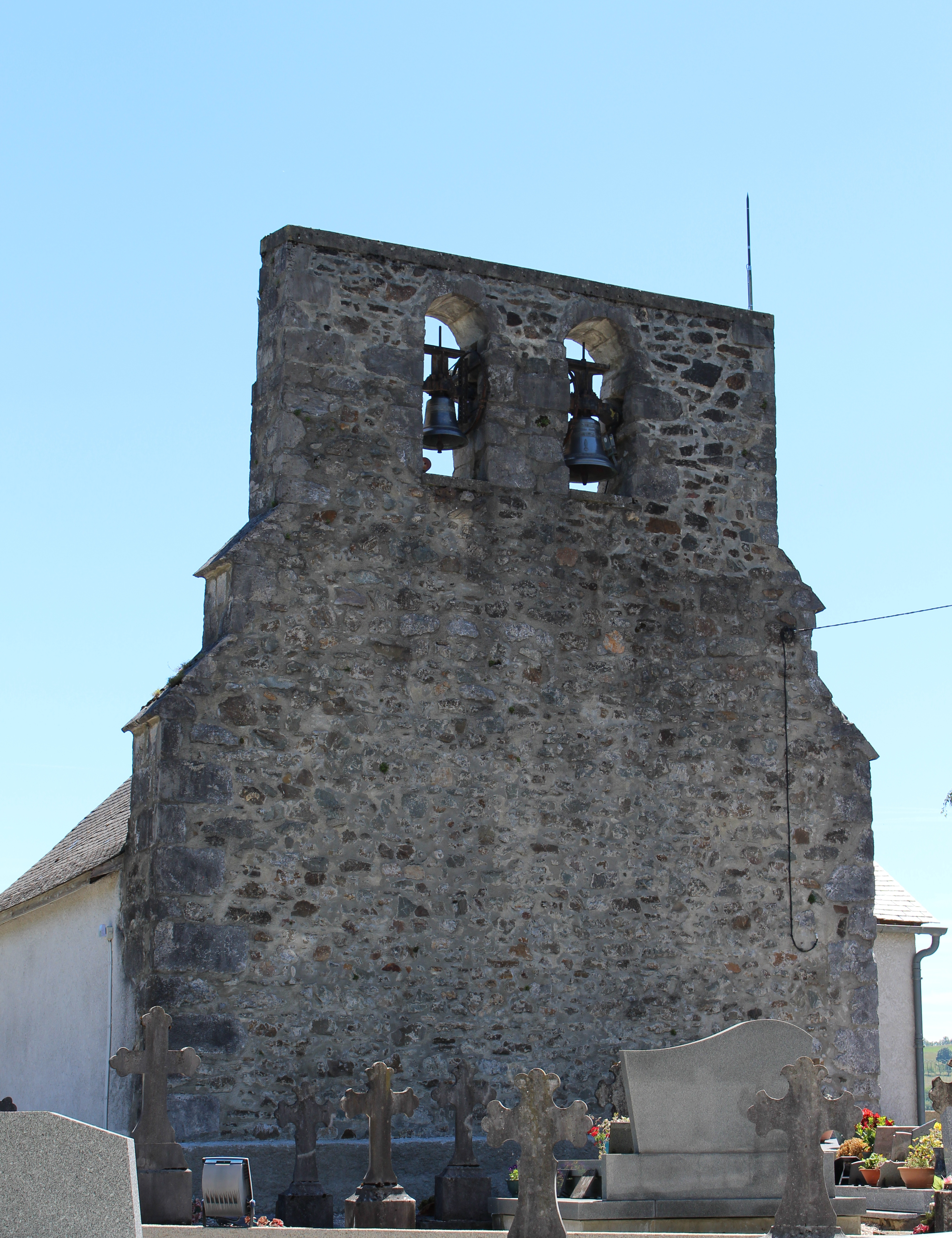
Le clocher.
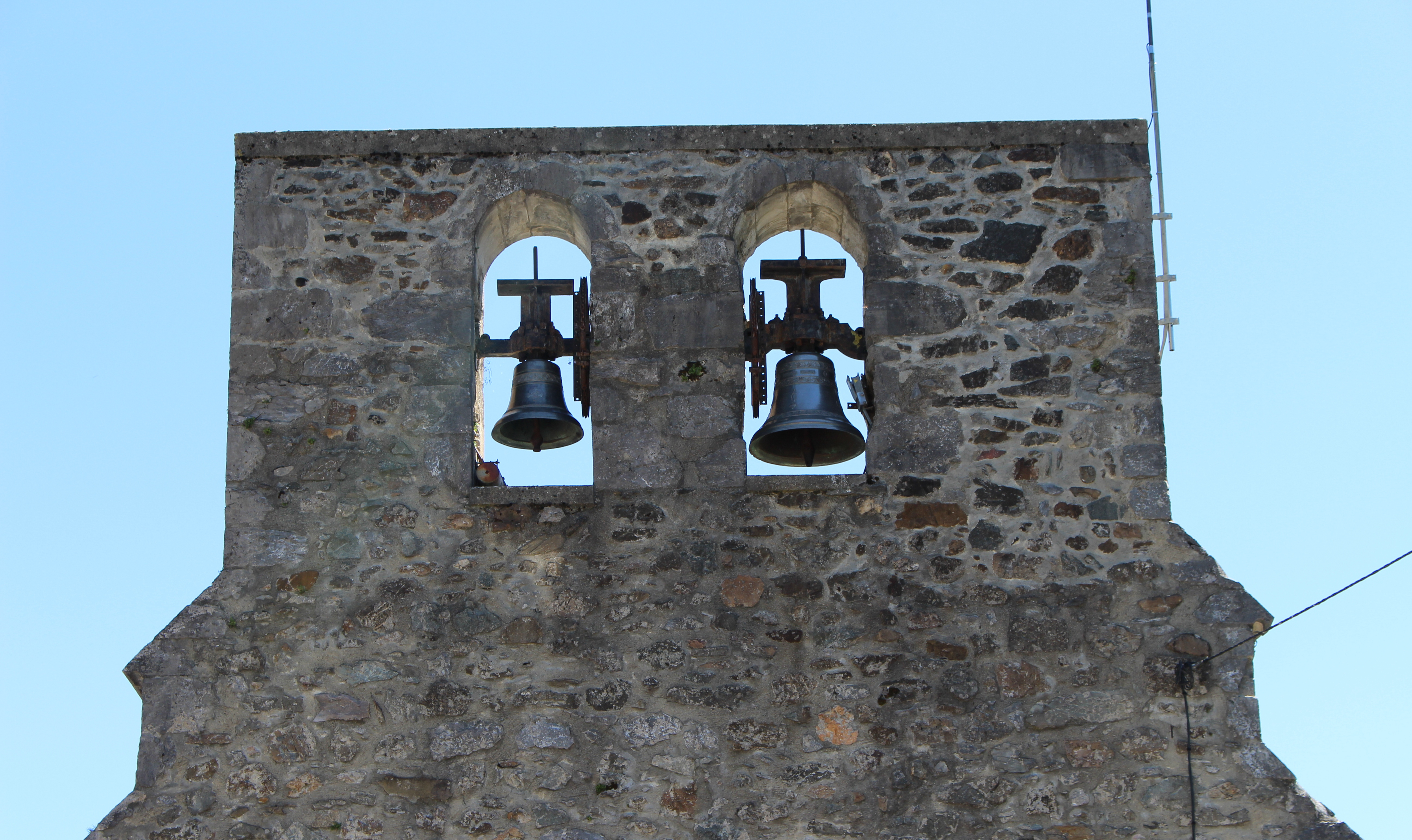
Le clocher.